# Seznam dílů seriálu Vzhůru ke hvězdám
Toto je seznam dílů seriálu Vzhůru ke hvězdám. Americký dramatický seriál Vzhůru ke hvězdám měl premiéru 18. dubna 2017 na americká stanice Freeform.

## Přehled řad
| Řada | Díly | Premiéra v USA | Premiéra v USA  |
| Řada | Díly | První díl      | Poslední díl    |
| ---- | ---- | -------------- | --------------- |
| 1    | 10   | 18. dubna 2017 | 13. června 2017 |
| 2    | 10   | 4. dubna 2018  | 30. května 2018 |

## Seznam dílů

### První řada (2017)
| Č. v seriálu | Č. v řadě | Původní název        | Režie                            | Scénář                                                       | Premiéra v USA  |
| ------------ | --------- | -------------------- | -------------------------------- | ------------------------------------------------------------ | --------------- |
| 1            | 1         | Pilot                | Miguel Arteta a Tawnia McKiernan | námět: Rebecca Serle scénář: I. Marlene King a Rebecca Serle | 18. dubna 2017  |
| 2            | 2         | A Star is Born       | Norman Buckley                   | I. Marlene King a Christopher Fife                           | 25. dubna 2017  |
| 3            | 3         | Not So Easy A        | Michael Goi                      | Tawnya Bhattacharya a Ali Laventhol                          | 2. května 2017  |
| 4            | 4         | Prelude to a Diss    | Mary Lou Belli                   | Rebecca Serle                                                | 9. května 2017  |
| 5            | 5         | Some Like It Not     | Tanya Hamilton                   | William M. Brown                                             | 16. května 2017 |
| 6            | 6         | Found in Translation | Ron Lagomarsino                  | Kateland Brown                                               | 23. května 2017 |
| 7            | 7         | Secrets & Pies       | Roger Kumble                     | Miguel Ian Raya                                              | 30. května 2017 |
| 8            | 8         | Crazy Scripted Love  | Geary McLeod                     | Tawnya Bhattacharya a Ali Laventhol                          | 6. června 2017  |
| 9            | 9         | Fifty Shades of Red  | Susanna Fogel                    | Christopher Fife a Bill Brown                                | 13. června 2017 |
| 10           | 10        | Leaving Los Angeles  | Elizabeth Allen Rosenbaum        | Melissa Carter                                               | 13. června 2017 |

### Druhá řada (2018)
| Č. v seriálu | Č. v řadě | Původní název                         | Režie             | Scénář                              | Premiéra v USA  |
| ------------ | --------- | ------------------------------------- | ----------------- | ----------------------------------- | --------------- |
| 11           | 1         | The Players                           | Roger Kumble      | I. Marlene King                     | 4. dubna 2018   |
| 12           | 2         | La La Locked                          | Roger Kumble      | Melissa Carter                      | 4. dubna 2018   |
| 13           | 3         | Totes on a Scandal                    | Ron Lagomarsino   | Tawnya Bhattacharya a Ali Laventhol | 11. dubna 2018  |
| 14           | 4         | The Kids Aren't All Right             | Geary McLeod      | Bryan M. Holdman                    | 18. dubna 2018  |
| 15           | 5         | Reality Bites Back                    | Paula Hunziker    | John Web a Garth Mueller            | 25. dubna 2018  |
| 16           | 6         | The Goodbye Boy                       | Melanie Mayron    | Kateland Brown                      | 2. května 2018  |
| 17           | 7         | Guess Who's (Not) Coming to Sundance? | Troian Bellisario | Miguel Bryan M. Holdman             | 9. května 2018  |
| 18           | 8         | Look Who's Stalking                   | Anna Mastro       | Tawnya Bhattacharya a Ali Laventhol | 16. května 2018 |
| 19           | 9         | Full Mental Jacket                    | Norman Buckley    | Kateland Brown                      | 23. května 2018 |
| 20           | 10        | The Good, the Bad and the Crazy       | Norman Buckley    | Melissa Carter                      | 30. května 2018 |